# Dior (Tolkien)
Dior Eluchíl är en person i J.R.R. Tolkiens berättelser om Midgård. Förutom Dior kallas han även Aranel och Eluchil.
Dior är son till Beren och Lúthien och senare konung över Doriath i Beleriand eftersom han var Thingols arvinge. Han fick en dotter, Elwing med sin hustru Nimloth. Hans barnbarn kom att bli Elrond och Elros och hans barnbarnsbarn kom att bli Arwen. När Fëanors barn anföll Doriath kom Dior att bli mördad och riket falla.
Dior föddes på ön Tor-Galen i Ossiriand och uppfostrades där av sina föräldrar, men när Thingol dräptes av dvärgar i Menegroth flyttade Dior till Doriath för att ta över tronen. Efter ett litet tag vid makten fick Dior nauglamir med dess silmarill skickat från sina föräldrar. Det var ett tecken på att de nu dött. När Fëanors söner fick reda på detta anföll de Doriath och Dior dräptes. Detta var den andra gången alver dräpte alver. Båda Diors söner dog i denna batalj då Celegorms tjänare släppte ut dem i skogen.